# Personennamendatei

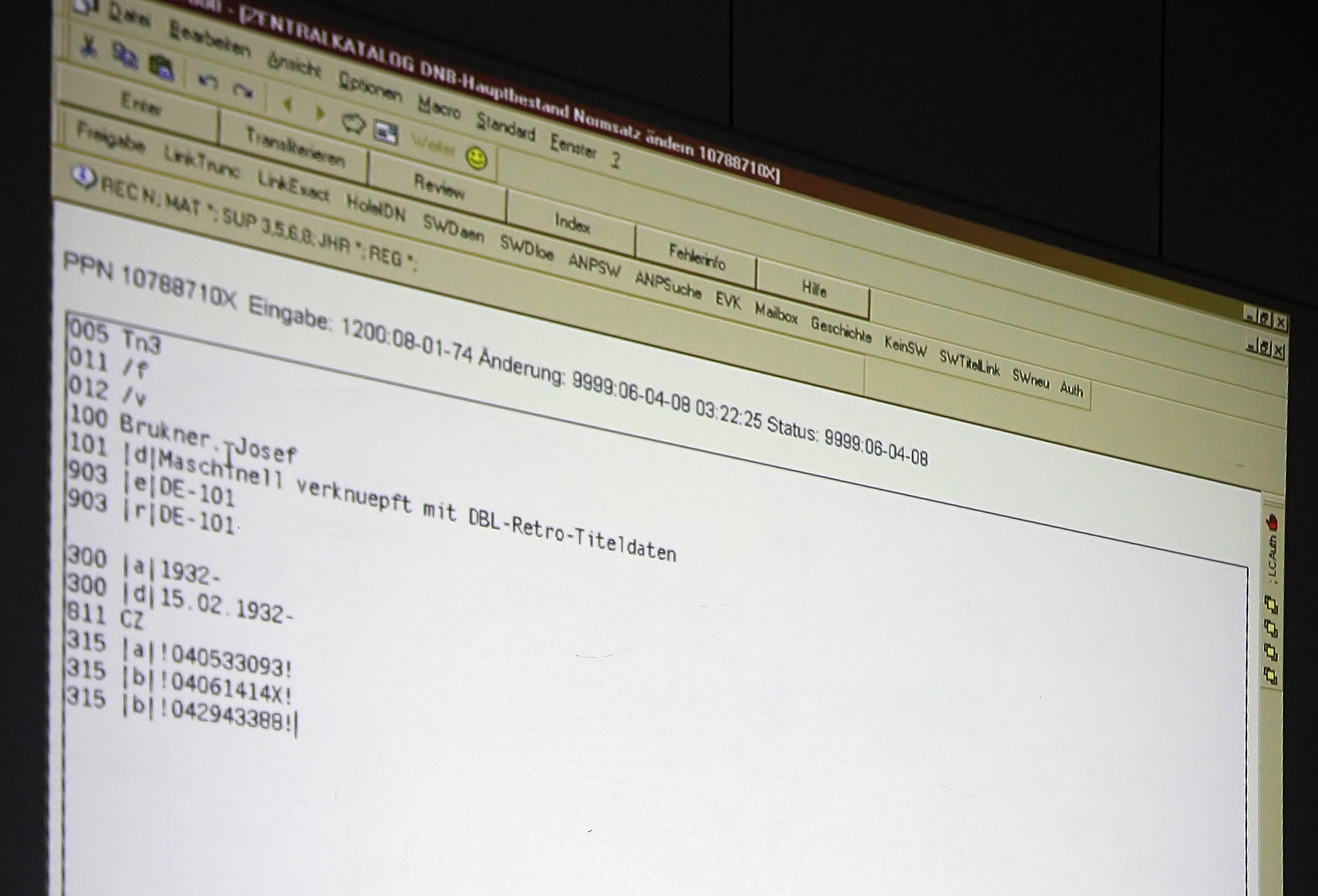
Rédaction du PND de la Bibliothèque nationale allemande

Le Personennamendatei (PND) est un type d'autorité pour les personnes, principalement utilisé pour référencer la littérature dans les bibliothèques.
Ce système a été mis au point entre 1995 et 1998 et est publié par la Bibliothèque nationale allemande. Il attribue à chaque personne identifiée un numéro unique (le numéro PND) et lie ce numéro à un enregistrement comprenant le nom, la date de naissance et le métier de la personne. Il compte plus de 2 millions d'entrées. Depuis avril 2012, le PND est inclus dans l'autorité globale Gemeinsame Normdatei.